# Медлинген
Медлинген (нем. Medlingen) — община в Германии, в земле Бавария. 
Подчиняется административному округу Швабия. Входит в состав района Диллинген-ан-дер-Донау. Подчиняется управлению Гундельфинген-ан-дер-Донау.  Население составляет 993 человека (на 31 декабря 2010 года). Занимает площадь 17,07 км².
Коммуна подразделяется на 2 сельских округа.